# Prijzenoorlog
Een prijzenoorlog is een situatie waarin ondernemingen binnen een bepaalde sector elkaar beconcurreren door prijsverlagingen door te voeren om een groter marktaandeel te verwerven. Soms wordt er tijdens een prijzenoorlog structureel onder de kostprijs verkocht. De zwakste deelnemers worden uitgeschakeld doordat ze marktaandeel verliezen of de prijzenoorlog financieel niet meer kunnen bijbenen, en hierdoor failliet gaan, worden overgenomen, of uit de markt terugtreden.
Omdat bedrijven door zo harde prijsconcurrentie failliet kunnen gaan, is er veel bezwaar tegen prijzenoorlogen. Wanneer door een prijzenoorlog in een kartelland als Nederland de zwakste spelers uitgeschakeld worden, blijft er minder concurrentievermogen in de markt over. De nieuwe situatie na de prijzenoorlog heeft meer monopolistische kenmerken, waardoor op langere termijn de prijzenoorlog juist een negatief (prijs)effect heeft voor de consument, vooral in markten die vóór de prijzenoorlog al niet uit erg veel aanbieders bestaan. Het is dan ook begrijpelijk dat in een markt als het kleine Nederland, dat per sector vaak maar weinig concurrerende bedrijven heeft, een zekere terughoudendheid bij het toestaan van prijzenoorlogen bestond.
'Oneerlijke' concurrentie door bijvoorbeeld als nieuwkomer onder de kartelprijs te verkopen of een kartellid hiertoe aan te zetten, werd gezien als oneerlijk en onrechtmatig. Dit denken is in korte tijd echter onder invloed van de Europese Commissie en de NMa sterk gewijzigd. Vrije concurrentie wordt aangemoedigd, kartels worden beboet, en een prijzenoorlog hoeft niet te worden geschuwd. In de nieuwe economische leer betekent dit slechts marktwerking, en als hierdoor "dood hout" (inefficiënte ondernemingen) wordt weggesneden, dan bevordert dat alleen maar de efficiëntie. Doordat het denken in termen van de beperkte Nederlandse markt met weinig spelers steeds vaker plaats maakt voor het redeneren vanuit de veel grotere Europese markt met ruim voldoende spelers, verliest het argument tegen prijzenoorlogen ook aan relevantie omdat zelfs na de prijzenoorlog voldoende concurrentievermogen aanwezig blijft.

## Supermarktoorlog
Op 20 oktober 2003 initieerde Albert Heijn een prijsverlaging van 1000 producten, wat zou leiden tot een prijzenoorlog in de Nederlandse supermarktsector. Omdat een van de grootste landelijke supermarktketens zijn prijzen fors omlaag bracht, zagen de andere supermarkten in het land zich genoodzaakt om de trend te volgen. De prijzenoorlog duurde tot in 2006. Door mismanagement bij de ombouw naar één formule kwam Laurus (moederbedrijf van onder andere Konmar, Edah en Super de Boer) in de problemen. Deze problemen werden versterkt door de prijzenoorlog. Uiteindelijk werden 29 Konmars overgenomen door Ahold, waarvan er 23 naar Albert Heijn gingen en 6 naar C1000. 12 Konmars werden overgenomen door Jumbo. De winkels van Edah gingen naar de formules Plus, EMTÉ, Golff en C1000. Laurus hield door deze verkopen alleen nog Super de Boer over.
Op 18 augustus 2007 kondigde C1000 prijsverhogingen aan, waarop Laurus aangaf de markt te volgen. Dat kan worden gezien als het einde van de prijzenoorlog.
Een andere Nederlandse sector waarin in het verleden een prijzenoorlog gewoed heeft betreft de benzinepompstations.

## Predatory pricing
Hoewel een prijzenoorlog als economisch efficiënt kan worden gezien, kan dit in bepaalde situaties onwenselijk zijn. Dit is het geval wanneer een marktdeelnemer een economische machtspositie bezit door middel van een groot marktaandeel of een veel gunstiger financiële positie. De marktleider kan tijdelijk structureel onder de kostprijs gaan verkopen en (hoge) verliezen op de koop toe nemen om zodoende bij concurrenten met kleinere marktaandelen en kleinere financiële reserves klanten weg te lokken. Wanneer de concurrenten zijn uitgeschakeld, verhoogt de marktleider zijn prijzen weer, en wanneer een nieuwkomer tot de markt toetreedt, herhaalt het spel zich. Op deze manier kan een markt of marktsegment door een monopolist geheel worden afgesloten. Deze situatie wordt onwenselijk geacht, en daarom als 'predatory pricing' onder het mededingingsrecht verboden. Men mag op zich iedere prijs rekenen die men wil, maar wanneer men een economische machtspositie (dominante positie) bezit, gelden er beperkingen waaronder deze.